# Markus Brandl
Markus Brandl (* 18. September 1975 in Rosenheim) ist ein deutscher Schauspieler.

## Leben
Markus Brandl wuchs in Brannenburg im Inntal auf. Sein italienischer Stiefvater führte dort ein Ristorante, in dem er oft mithalf. Markus Brandl nahm bereits während seiner Schulzeit an Theaterworkshops in München teil. Nach seinem Fachabitur absolvierte er von 1999 bis 2003 eine Schauspielausbildung an der Folkwang Hochschule Essen (Studiengang Schauspiel Bochum), vormals Westfälische Schauspielschule.
Schon während der Ausbildung spielte er am Theater Aachen und am Bochumer Schauspielhaus. Danach hatte er verschiedene Theaterengagements. 2003 spielte er am Schauspielhaus Wuppertal in Die Räuber von Friedrich Schiller. 2004 folgte ein Engagement am Theater Aachen. Von 2004 bis 2009 war Markus Brandl festes Ensemblemitglied am Münchner Volkstheater.
Dort debütierte er 2004 mit der Rolle des Malers Schwarz in Lulu von Frank Wedekind; Regie führte Christian Stückl. 2005 folgten der Gerichtsdiener Holzapfel in William Shakespeares Komödie Viel Lärm um Nichts in der Regie von Jorinde Dröse und der Jäger Simmerl in dem bayerischen Volksstück Der Brandner Kaspar und das ewig’ Leben von Kurt Wilhelm. Außerdem war er 2005 als einer der Ministranten in Marieluise Fleißers Schauspiel Fegefeuer in Ingolstadt zu sehen. 2006 übernahm er den Andres in Woyzeck von Georg Büchner und den Demetrius in Shakespeares Ein Sommernachtstraum (Regie: Christian Stückl). 2007 spielte er den Johannes in Baal von Bertolt Brecht in einer Inszenierung von Hans Neuenfels. Im Oktober 2007 übernahm er den Herzog von Alba in einer Neuinszenierung von Schillers Don Karlos von Christian Stückl. Brandl ist am Münchner Volkstheater immer noch in der Kultinszenierung von Christian Stückl Der Brandner Kaspar und das ewig' Leben als Simmerl zu sehen.
Mit dem Monolog Rum und Wodka von Conor McPherson (Regie: Florian Helmbold, Musik: Luke Cyrus Goetze) hatte Brandl 2009 im Münchner Volkstheater Premiere; er tritt damit immer noch in verschiedenen kleinen Theatern in München auf.
Erste Erfahrungen vor der Kamera machte Brandl ab 2001 bei einigen Kurzfilmen und Diplomfilmen der Hochschule für Fernsehen und Film in München. Seine erste Fernsehrolle hatte er in dem Fernsehfilm König der Herzen (2006) unter der Regie von Helmut Förnbacher. Seine erste größere Fernsehrolle spielte er als zwielichtiger Gebrauchtwagenhändler Alex in dem Fernsehfilm Alma ermittelt (2007) unter der Regie von René Heisig, an der Seite von Christiane Hörbiger. Seit 2009 wirkt er vor allem in diversen Fernsehproduktionen mit. Eine durchgehende Serienrolle hatte Brandl als Tierschutzbeauftragter Wagner in der ZDF-Fernsehserie Unser Charly (2008–2010). In der ZDF-Serie Die Bergretter spielt er seit 2009 den Bergretter und Hoteliersohn Tobias Herbrechter. 2013 war er im Polizeiruf 110 (Regie: Leander Haußmann) an der Seite von Matthias Brandt zu sehen. 2014–2015 verkörperte er in der ARD/BR-Serie Monaco 110 die Hauptrolle des Polizeidienstellenleiters Thomas Aschenbrenner, an der Seite von Monika Baumgartner.
Im Dezember 2017 war er in der ZDF-Fernsehreihe Inga Lindström in der männlichen Hauptrolle des Fernsehfilms Verliebt in meinen Chef zu sehen; er spielte den sympathischen und zurückhaltenden jungen Witwer Sven Berggren, den Inhaber eines Stockholmer Auktionshauses. In der 11. Staffel der österreichischen TV-Serie SOKO Donau (2019) übernahm Brandl eine der Episodenrollen als tatverdächtiger Dealer Ronnie Eifler.
Als Bruno Kammerl wirkte er in der Fake-Videoclip-Serie Megawoosh auf YouTube mit. Diese Videos wurden insgesamt ca. 9.000.000-mal angeklickt. Sie liefen in diversen TV-Sendern weltweit.
Markus Brandl ist mit der Schauspielerin Nathalie Schott verheiratet, gemeinsam haben sie zwei Kinder.

## Filmografie (Auswahl)
- 2005: Nordstadt
- 2006: König der Herzen (Fernsehfilm)
- 2006: Angie (Fernsehserie, Folge: Reif für die Insel)
- 2006: Die Rosenheim-Cops (Fernsehserie; Folge: Mord am Fluss)
- 2007: Alma ermittelt – Tango und Tod (Fernsehfilm)
- 2007: Alles außer Sex (Fernsehserie, drei Folgen)
- 2008: Der Kaiser von Schexing (Fernsehserie, zwei Folgen)
- 2008; 2009: SOKO 5113 (Fernsehserie, zwei Folgen, verschiedene Rollen)
- 2009–2010: Unser Charly (Fernsehserie, neun Folgen)
- 2009–2019, seit 2021: Die Bergretter (Fernsehserie)
- 2010: Gräfliches Roulette (Fernsehfilm)
- 2010: Rosannas Tochter (Fernsehfilm)
- 2010: Die Rosenheim-Cops (Fernsehserie, Folge: Keiner hat’s gesehen)
- 2010: SOKO Kitzbühel (Fernsehserie, Folge: Tag der Rache)
- 2010: Die Route (Fernsehfilm)
- 2011: SOKO Wien (Fernsehserie, Folge: Am Limit)
- 2011: Die drei Musketiere (The Three Musketeers)
- 2011: Kann denn Liebe Sünde sein? (Fernsehfilm)
- 2012: Die Garmisch-Cops (Fernsehserie, Folge: Das Harz in der Suppe)
- 2012: Obendrüber da schneit es (Fernsehfilm)
- 2012: Der Bergdoktor (Fernsehserie, Folge: Virus)
- 2013: Polizeiruf 110 – Kinderparadies (Fernsehfilm)
- 2014–2015: Heiter bis tödlich: Monaco 110 (Fernsehserie, Hauptrolle)
- 2014: SOKO 5113 (Fernsehserie, Folge: Sommer ’94)
- 2014: SOKO Wien (Fernsehserie, Folge: Letzte Vorstellung)
- 2015: Die Suche nach Hitlers Volk (Dokumentation)
- 2016: Tatort: Die Wahrheit (Fernsehreihe)
- 2017: Hubert und Staller (Fernsehserie, Folge: Wenn's läuft, dann läuft's)
- 2017: Dr. Klein (Fernsehserie, Folge: Unter Druck)
- 2017: Inga Lindström: Verliebt in meinen Chef (Fernsehfilm)
- 2018: Das Wunder von Leningrad (Dokumentation)
- 2018: Die Toten vom Bodensee – Die vierte Frau (Fernsehreihe)
- 2018: SOKO Kitzbühel (Fernsehserie, Folge: M23)
- 2019: SOKO München (Fernsehserie, Folge: Isegrim)
- 2019: SOKO Donau (Fernsehserie, Folge: Hausfreunde)
- 2019: In aller Freundschaft – Die jungen Ärzte (Fernsehserie, Folge: Umwege)
- 2019: Der Alte (Fernsehserie, Folge: Pias Geheimnis)
- 2019: Kommissarin Lucas – Tote Erde (Fernsehreihe)
- 2020: Die Rosenheim-Cops (Fernsehserie, Folge: Beichte eines Toten)
- 2021: Racko – Ein Hund für alle Fälle (Fernsehserie, Folgen S2E08–E10)
- 2022: In aller Freundschaft (Fernsehserie, Folge: Kopflos)
- 2024: Hundswut